# Czeladź
Czeladź é um município da Polônia, na voivodia da Silésia e no condado de Będzin. Estende-se por uma área de 16,38 km², com 31 677 habitantes, segundo os censos de 2016, com uma densidade de 1934 hab/km².